# Mirjana Vodopija
Mirjana Vodopija (Zagreb, 24. rujna 1963.) hrvatska je vizualna umjetnica, akademska slikarica-grafičarka, scenografkinja. Od 2023. je redovita profesorica u trajnom zvanju na Akademiji likovnih umjetnosti Sveučilišta u Zagrebu.

## Životopis
Mirjana Vodopija maturirala je 1982. godine u Školi primijenjene umjetnosti u Zagrebu. Iste godine upisuje Grafički odsjek Akademije likovnih umjetnosti Sveučilišta u Zagrebu. 1987. diplomirala je na Akademiji likovnih umjetnosti Sveučilišta u Zagrebu, u klasi prof. Miroslava Šuteja i stječe zvanje akademska slikarica-grafičarka.
Izlaže od 1985. godine, a do danas je ostvarila je brojne samostalne izložbe te sudjeluje na brojnim skupnim izložbama, kustoskim koncepcijama, međunarodnim umjetničkim simpozijima, te stručnim usavršavanjima u zemlji i inozemstvu.
U svom umjetničkom radu bavi se pitanjima svijesti i percepcije svjetla, vremena i prostora, često prožimajući različite umjetničke discipline i medije: crteže, grafike, fotografije, objekte, instalacije, videoinstalacije i ambijente. 
Monografija o njenom umjetničkom radu s tekstom povjesničara umjetnosti Branka Franceschija objavljena je 2004. godine u izdanju nakladničke kuće Fraktura.
Od 2015. godine članica je stručnog savjeta Galerije SC Sveučilišta u Zagrebu, koja u svom djelovanju podupire rad mladih umjetnika.
Od 1988. godine do danas djeluje kao vanjska suradnica HRT-a kao autorica stotinjak scenografija, špica, jinglova i ilustracija te vizualnih identiteta emisija u njihovoj produkciji. Oblikovala je i glazbene, plesne i promidžbene videe te koncertne i kazališne scenografije. 
Od 2007. zaposlena je pri Akademiji likovnih umjetnosti u Zagrebu, prvo kao docentica, zatim u zvanju izvanredne profesorice, od 2017. je u zvanju redovite profesorice, a od 2023. kao redovita profesorica u trajnom zvanju.
Dobitnica nagrade Vladimir Nazor 2019. godine u kategoriji Likovne i primijenjene umjetnosti.

## Izložbe, recentne, samostalne (odabir)
2022. Vrijeme preokreta, Galerija 90-60-90, Pogon Jedinstvo, Zagreb, s Ivom Ćurić
2019. Lutajući krajolik, MSU Zagreb
2017. Tranzicija, Galerija AŽ, Atelieri Žitnjak, Zagreb
2016.  Mirjana Vodopija – Miroslav Šutej, Mentalni sklop, Galerija Kranjčar, Zagreb
Pet godišnjih doba, Kabinet grafike HAZU, Zagreb
2015. Damir Babić i Mirjana Vodopija, ciklus „Jedan na jedan“, Galerija umjetnina, Split
2017. Tranzicija, Galerija AŽ, Atelieri Žitnjak, Zagreb
2013. Nepovratno, Umjetnički paviljon, Zagreb
2009. Dah, Kabinet grafike HAZU, Zagreb

## Izložbe, recentne, skupne (odabir)
2023. Vidljive, Muzej suvremene umjetnosti, Zagreb
2021. Zagreb, grad umjetnica / Zagabria, la città delle artiste, Museo Revoltella, Trst
2020. Zagreb, grad umjetnica, Umjetnički paviljon, Zagreb
2019. 18th WRO Media Art Biennale “Human Aspect” i Musica Electronica Nova Festival, National Forum of Music, Wroclaw
2018. Strojevi nisu sami, Device_Art 6.018, MSU, Zagreb
11. HT nagrada za hrvatsku suvremenu umjetnost, MSU, Zagreb
2016. HT nagrada@msu.hr, MSU, Zagreb
7. hrvatski trijenale grafike 07, Kabinet grafike HAZU, Zagreb
2015. Nepokorena šuma i Radovan Ivšić, MSU Zagreb
In the Absence of Self, Wood Street Galleries, (Astala, Franke, Ragnarsdottir, Vodopija),    Pittsburgh USA
2014. T-HT nagrada@msu.hr, MSU, Zagreb
Strukture nevidljivog, Galerija Klovićevi dvori i Tehnički muzej Nikola Tesla, Zagreb
Structures de l’invisible, Fondation Vasarely, Aix–en-Provence
2013. Zero Point of Meaning. Non-functional, Non-representational, Elementary, Experimental and Conceptual Photography in Croatia, Camera Austria, Graz
2011. Nulta točka značenja. Nefunkcionalna, neprikazivačka, eksperimentalna i konceptualna fotografija, izložba Hrvatskog fotosaveza, Umjetnički paviljon, Zagreb
2009. Echigo-Tsumari Art Triennial 2009., Echigo - Tsumari region, Japan

## Nagrade (odabir)
2020. Nagrada Vladimir Nazor, godišnja nagrada za 2019. godinu, za samostalnu izložbu Lutajući krajolik u Muzeju suvremene umjetnosti u Zagrebu, Ministarstvo kulture i medija RH
2019. Godišnja likovna nagrada HDLU za najbolju izložbu u 2019. godini: Lutajući krajolik, Muzej suvremene umjetnosti u Zagrebu, Hrvatsko društvo likovnih umjetnika, Zagreb
2016. Nagrada Grafičke zbirke Nacionalne i sveučilišne knjižnice, 7. hrvatski trijenale grafike, Zagreb
2008. Otkupna nagrada MMSU Rijeka, 4. hrvatsko trijenale crteža, Zagreb
2006. Plaketa Hrvatske akademije znanosti i umjetnosti, 4. hrvatski  trijenale grafike, Zagreb
2001. 1. nagrada, 3rd  International Triennial of Graphic Arts, Prag
2000. Godišnja nagrada HDLU-a mladom umjetniku, HDLU, Zagreb
1999. Nagrada Kabineta grafike HAZU, 2. hrvatski trijenale crteža, Zagreb
1997. Nagrada Grafičke zbirke Nacionalne i sveučilišne knjižnice, 1. hrvatski trijenale grafike, Zagreb